# Merodon
Merodon (лат.) — род мух-журчалок из подсемейства Eristalinae. Представители рода имитируют пчёл и шмелей. Это второй по количеству видов род журчалок распространённых в Европе, где их численность превышает 50 видов.

## Распространение
Населяют Палеарктику и Афротропику. Большинство видов сконцентрированы на территории Средиземноморья, а также встречаются и в Европе.

## Экология
Личинки питаются на луковицах или на корневище однодольных.

## Виды
Виды рода:
- Merodon annulatus (Fabricius, 1794)
- Merodon clavipes (Fabricius, 1781)
- Журчалка нарциссовая[2] (Merodon equestris) (Fabricius, 1794)
- Merodon funestus (Fabricius, 1794)
- Merodon pruni (Rossi, 1790)
- Merodon segetum (Fabricius, 1794)